# Jean Lucienbonnet
Jean Lucienbonnet, rojen kot Jean Bonnet, francoski dirkač Formule 1, * 5. avgust 1923, Nica, Francija, † 24. marec 1962, Enna, Sicilija, Italija.
Jean Lucienbonnet je pokojni francoski dirkač Formule 1. V svoji karieri je nastopil le na prvi dirki za Veliko nagrado Monaka v sezoni 1959, kjer se mu z dirkalnikom Formule 2 Cooper T45 lastnega privatnega moštva ni uspelo kvalificirati na dirko. Leta 1962 se je smrtno ponesrečil na manjši dirki na Siciliji.

## Popolni rezultati Formule 1
(legenda) (odebeljene dirke pomenijo najboljši štartni položaj, poševne pa najhitrejši krog, †-uvrščen kljub odstopu)
| Leto | Moštvo            | Šasija          | Motor             | 1       | 2   | 3   | 4   | 5  | 6   | 7   | 8   | 9   | Prv | Toč |
| ---- | ----------------- | --------------- | ----------------- | ------- | --- | --- | --- | -- | --- | --- | --- | --- | --- | --- |
| 1959 | Jean Lucienbonnet | Cooper T45 (F2) | Climax Straight-4 | MON DNQ | 500 | NIZ | FRA | VB | NEM | POR | ITA | ZDA | -   | 0   |